# Bil Spira
Bil Spira (geboren 25. Juni 1913 in Wien, Österreich-Ungarn; gestorben 1. August 1999 in Puteaux) war ein österreichisch-französischer Illustrator und Karikaturist.

## Leben
Wilhelm (Bil) Spira war der Sohn des Privatbeamten Hugo Spira und der Else Spira. Er besuchte das Gymnasium in der Diefenbachgasse und studierte von 1932 bis 1935 bei Wilhelm Müller-Hofmann an der Kunstgewerbeschule Wien. Schon während des Studiums fertigte er Theaterzeichnungen und Karikaturen für Das Kleine Blatt, die Arbeiter-Zeitung und den Jugendlichen Arbeiter. Nach deren Verbot durch den Ständestaat im Gefolge des Februar 1934 zeichnete er für den Wiener Tag, den Sonntag und für die Stunde. Daneben war er für Jura Soyfer bei verschiedenen Wiener Kleinkunstbühnen als Bühnenbildner tätig.
Nach dem Anschluss Österreichs 1938 wurde Spira vier Wochen lang von den Nationalsozialisten inhaftiert. Danach gelang ihm die Flucht nach Frankreich. Unter dem Pseudonym Bil Freier zeichnete er unter anderem für Le Rire und für den Basler Nebelspalter.
Nach Ausbruch des Zweiten Weltkriegs wurde Spira 1939 als feindlicher Ausländer interniert und als Arbeiter in einer Waffenfabrik in Montluçon eingesetzt. Er konnte entweichen und wirkte in der freien Zone in Marseille bei Varian Fry im Emergency Rescue Committee als Dokumentenfälscher. Spira wurde 1941 von einem Spitzel verraten, vom Vichy-Regime im Internierungslager Le Vernet inhaftiert und am 4. September 1942 an Deutschland ausgeliefert. Nach einer Odyssee durch Außenlager der KZ Auschwitz und KZ Buchenwald wurde er bei Kriegsende aus dem KZ Theresienstadt befreit.
Spira kehrte nach Frankreich zurück, das ihn als Widerstandskämpfer ehrte. Er zeichnete, auch unter dem Künstlernamen bil, für Zeitschriften wie Combat, Ici Paris, Action und  den Schweizer Nebelspalter, war Umbruchredakteur bei Jour de France und illustrierte auch Bücher für den Zsolnay-Verlag in Wien.
In Wien wurde 2019 der Bil-Spira-Park in Meidling nach ihm benannt.

## Zeichentrickfilme
- „Carmen“ (1935) (gemeinsam mit Susi Weigel und Richard Erdoes)[5][6]
- „Der falsche Mustapha“ (1936) (gemeinsam mit Richard Erdoes)[7]

## Schriften (Auswahl)
- Peter Hammerschlag: Der Mond schlug grad halb acht. Grotesk-Gedichte. Herausgeber Friedrich Torberg. Eingeleitet und mit 51 Federzeichnungen von Bil Spira. Wien: Zsolnay, 1972.
- Karl Hoche: Das Hoche Lied: Satiren und Parodien. Illustrationen Bil (und andere). Wien: P. Zsolnay, 1976.
- Die Legende vom Zeichner. Wien – Vernet – Groß-Rosen – Paris. Autobiografie. Hrsg. Konstantin Kaiser in Zusammenarbeit mit Vladimir Vertlib. Wien: Döcker, 1997, ISBN 3-85115-225-5.
- Claude Winkler-Bessone (Hrsg.): Pariser Impressionen: (1935–1939), Bil Spira, Zeichnungen und Karikaturen. Übersetzung aus dem Französischen Uwe Bennert. München: Ed. Kappa, 1998.
- Claude Winkler-Bessone (Hrsg.): Les camps d'internement français (1939–1942): témoignages d'un dessinateur autrichien. Einführung Jean-Marie Winkler. Vorwort Serge Klarsfeld. Rouen: Publications de l'Université de Rouen, 2000.